# Jmenný prostor
Jmenný prostor je v informatice prostředek pro seskupování jmen (symbolů, identifikátorů), který zabraňuje jejich kolizím – může být dovoleno použít stejné jméno pro několik různých objektů, pokud je zajištěno, že při každém použití tohoto jména bude možné jednoznačně určit, na který objekt jméno referuje.
Jmenný prostor je tvořen sadou jedinečných identifikátorů, díky kterým nemůže dojít k záměně jednotlivých adres. Například pro adresní prostor fyzických osob by se takový adresní prostor skládal ze sady míst, například čtvrť, ulice, obec a stát. Identifikátory adresy mohou být podobné, ale dokud se neshodují všechny (například ulice, město a stát), pak ukazují na jiné místo v adresním prostoru. Jako příklad lze uvést adresu „náměstí Míru, číslo popisné 100“, kterou však nalezneme v různých městech. Nebo třeba i v městech se stejným názvem, ale v různých státech. Jako příklad adresního prostoru v počítačové branži lze uvést URL adresy, u kterých soubor s určitým názvem (například index.html) může existovat na mnoha internetových doménách.
Jako jmenný prostor fungují adresáře v souborových systémech – na disku nebo jiném úložišti může být více souborů téhož jména, pokud jsou v různých adresářích.
Jmenný prostor může vzniknout implicitně: pokud se jména návěstí v programovacím jazyce mohou vyskytovat pouze v příkazu goto nebo na začátku příkazu, kde za nimi musí být dvojtečka, může být povoleno používat stejná jména pro jméno proměnné i návěstí.
V jazyce Java slouží k uspořádání obsahu do jmenných prostorů takzvané balíčky.
Koncept jmenných prostorů je používán i v prostředí značkovacích jazyků v systémech typu wiki. Jmenné prostory používají například MediaWiki a DokuWiki.
Abstraktnějším příkladem jmenných prostorů jsou jmenné prostory Linuxu, jedna z funkcionalit linuxového jádra, která usnadňuje oddělení a sdílení zdrojů mezi procesy a je jedním z pomocných nástrojů virtualizace.